# Asadora
Ne doit pas être confondu avec Asadora !.
 (novembre 2020).
Si vous disposez d'ouvrages ou d'articles de référence ou si vous connaissez des sites web de qualité traitant du thème abordé ici, merci de compléter l'article en donnant les références utiles à sa vérifiabilité et en les liant à la section « Notes et références ».
Le Renzoku Terebi Shōsetsu (連続テレビ小説), également connu sous le nom asadora (朝ドラ, « série du matin »), est un programme de télévision japonais produit par la NHK consacré aux dramas diffusés le matin sur la chaîne publique japonaise NHK General TV depuis 1961.

## Historique
La première série, Musume to Watashi (娘と私), est diffusée en 1961 en noir et blanc le matin du lundi au vendredi. À partir de 1975, les séries commençant en première partie d'année sont produites par la NHK Tokyo Broadcasting station et les séries diffusées en seconde partie de l'année sont produites par la NHK Osaka Broadcasting station; La première série produite par la branche d'Osaka est Uzushio (うず潮) en 1964.
À cause de l'usage du « wiping (en) », qui consiste à effacer et réutiliser les bandes vidéo des quadruplex videotape (en), pratique en usage dans les années 1960 et 1970, certains épisodes diffusés avant les années 1980 ont été détruits ; 16 séries parmi celles produites sont incomplètes dans les archives de la NHK, avec notamment la disparition totale des séries Tamayura (たまゆら) (1965) et Nobuko to obāchan (信子とおばあちゃん) (1969). Plusieurs séries de la fin des années 1970 ont pu être complétées grâce aux enregistrements privés effectués puis donnés par des particuliers. Toutes les séries à partir de Mā-nē-chan (マー姉ちゃん) (1979) sont conservées dans leur format d'origine.
Les asadora sont habituellement diffusés au Japon le matin entre le lundi et le samedi sur la NHK General TV entre 8 h et 8 h 15, avec une rediffusion le même jour entre 12 h 45 et 13 h. À partir de Ēru (エール) (2020), les séries sont diffusées entre le lundi et le vendredi matin avec l'intégralité de la semaine rediffusée le samedi. Les séries asadora sont parmi les plus populaires de la télévision japonaise, certaines telles que Oshin (en) obtenant plus de la moitié des parts d'audience pour les séries.
La plupart des séries sont centrées sur la vie d'une héroïne qui doit faire face aux difficultés de la vie quotidienne tout en travaillant pour réaliser ses rêves. L'actrice principale est choisie par la NHK à travers des auditions rassemblant plusieurs milliers de candidates. L'actrice choisie n'est pas seulement la vedette de la série asadora, elle endosse également le rôle de porte-parole de la NHK et participe à des évènements sponsorisés par la chaîne, tel que l'émission de télévision annuelle musicale Kōhaku Uta Gassen. Habituellement, le rôle principal d'une asadora sert de tremplin pour d'autres opportunités dans l'industrie du divertissement japonaise.

## Liste des séries
|     | Titre                                            | Début | Fin  | Notes | Ère    |
| --- | ------------------------------------------------ | ----- | ---- | --- | ------ |
| 1   | Musume to Watashi (娘と私)                       | 1961  | 1962 | Avec Takeshi Kitazawa dans le rôle principal, la série relate l'histoire d'un père prenant soin de sa belle-fille, née de l'union de sa défunte femme avec un Français. Il s'agit du seul asadora diffusé en cinq épisodes de quinze minutes par semaine entre lundi et vendredi jusqu'en 2020. | Shōwa  |
| 2   | Ashita no kaze (あしたの風)                      | 1962  | 1963 | Avec Fumio Watanabe dans le rôle principal, la série relate le drame d'une famille pauvre après la guerre. Il s'agit du premier asadora diffusé en épisodes de quinze minutes entre lundi et samedi. | Shōwa  |
| 3   | Akatsuki (en) (あかつき)                         | 1963  | 1964 | Avec Shin Saburi dans le rôle principal, la série relate l'histoire d'un professeur quittant l'université pour devenir peintre. | Shōwa  |
| 4   | Uzushio (うず潮)                                 | 1964  | 1965 | Avec Michiko Hayashi dans le rôle principal, la série relate l'histoire d'une femme née dans la pauvreté mais vivant dignement, basée sur un roman de Fumiko Hayashi. | Shōwa  |
| 5   | Tamayura (たまゆら)                              | 1965  | 1966 | Avec Chishū Ryū dans le rôle principal, la série suit le parcours d'un vieil homme commençant à voyager après la retraite, d'après une histoire écrite pour la télévision par Yasunari Kawabata. | Shōwa  |
| 6   | Ohanahan (おはなはん)                            | 1966  | 1967 | Avec Fumie Kashiyama (en) dans le rôle principal, la série relate l'histoire d'une femme née sous l'ère Meiji, qui élève sa famille toute seule. | Shōwa  |
| 7   | Tabiji (旅路)                                    | 1967  | 1968 | Avec Tadashi Yokouchi (en) dans le rôle principal, la série relate les cinquante années d'un employé de la société gouvernementale des chemins de fer japonais et de sa femme dans l'ère moderne. | Shōwa  |
| 8   | Ashita koso (あしたこそ)                         | 1968  | 1969 | Avec Yumiko Fujita (en) dans le rôle principal, la série relate une histoire familiale. Il s'agit du premier asadora à être diffusé en couleur. | Shōwa  |
| 9   | Nobuko to obāchan (信子とおばあちゃん)           | 1969  | 1970 | Avec Naoko Otani (en) dans le rôle principal, la série relate l'histoire d'une jeune femme vivant avec sa grand-mère. | Shōwa  |
| 10  | Niji (虹)                                        | 1970  | 1971 | Avec Yōko Minamida dans le rôle principal, la série relate l'histoire d'une femme s'occupant de sa famille durant la Seconde Guerre mondiale. | Shōwa  |
| 11  | Mayuko hitori (繭子ひとり)                       | 1971  | 1972 | Avec Karin Yamaguchi. Il s'agit de la deuxième série asadora la mieux notée (47.4%). | Shōwa  |
| 12  | Ai yori aoku (藍より青く)                        | 1972  | 1973 | Avec Hiroko Maki dans le rôle principal dans un scénario de Taiichi Yamada. Il s'agit de la troisième série asadora la mieux notée (47.3%). | Shōwa  |
| 13  | Kita no kazoku (北の家族)                        | 1973  | 1974 | Avec Yōko Takahashi dans le rôle principal, la série relate l'histoire d'une sœur et de son frère devenant majeur à Hakodate et Kanazawa. | Shōwa  |
| 14  | Hatoko no umi (鳩子の海)                         | 1974  | 1975 | Avec Mihoko Fujita dans le rôle principal, la série relate l'histoire d'une femme qui a perdu la mémoire après le bombardement atomique d'Hiroshima. | Shōwa  |
| 15  | Mizuiro no toki (水色の時)                       | 1975  | 1975 | Avec Shinobu Otake dans le rôle principal, la série relate l'histoire d'une jeune femme rêvant de devenir docteur et de sa mère infirmière. Il s'agit du premier asadora diffusé sur une durée de six mois. | Shōwa  |
| 16  | Ohayōsan (おはようさん)                          | 1975  | 1976 | Avec Yoko Akino dans le rôle principal, la série relate l'histoire d'une employée de bureau à l'époque contemporaine. | Shōwa  |
| 17  | Kumo no jūtan (雲のじゅうたん)                   | 1976  | 1976 | Avec Yōko Asaji (en) dans le rôle principal, la série relate l'histoire d'une femme rêvant de devenir pilote. | Shōwa  |
| 18  | Hi no kuni ni (火の国に)                         | 1976  | 1977 | Avec Keiko Suzuka (en) dans le rôle principal, la série relate l'histoire d'une femme rêvant de devenir paysagiste. | Shōwa  |
| 19  | Ichibanboshi (いちばん星)                        | 1977  | 1977 | La série suit la vie romancée du chanteur Chiyako Sato. Michiko Godai (en) remplace Haruna Takase dans le rôle principal durant deux mois lorsque ce dernier tombe malade. | Shōwa  |
| 20  | Kazamidori (風見鶏)                              | 1977  | 1978 | Avec Harumi Arai dans le rôle principal, la série relate l'histoire d'une femme se mariant avec un allemand et ouvrant une boulangerie à Kobe. | Shōwa  |
| 21  | Otei-chan (おていちゃん)                         | 1978  | 1978 | Avec Chikako Yuri dans le rôle principal, la série relate la vie romancée de l'actrice Sadako Sawamura. | Shōwa  |
| 22  | Watashi wa umi (わたしは海)                      | 1978  | 1979 | Avec Tomoko Aihara dans le rôle principal, la série relate l'histoire d'une femme élevant des orphelins de guerre. | Shōwa  |
| 23  | Mā-nē-chan (マー姉ちゃん)                        | 1979  | 1979 | Avec Mami Kumagai et Yūko Tanaka dans les rôles principaux, la série relate l'histoire vraie du mangaka Machiko Hasegawa et de sa sœur ainée. | Shōwa  |
| 24  | Ayu no uta (鮎のうた)                            | 1979  | 1980 | Avec Senri Yamazaki dans le rôle principal, la série relate l'histoire d'une femme vivant dans un port de pêche. | Shōwa  |
| 25  | Natchan no shashinkan (なっちゃんの写真館)       | 1980  | 1980 | Avec Tomoko Hoshino (en) dans le rôle principal, la série relate l'histoire d'une femme rêvant de devenir photographe. | Shōwa  |
| 26  | Niji o oru (虹を織る)                            | 1980  | 1981 | Avec Misako Konno (en) dans le rôle principal, la série relate l'histoire d'une femme venant d'Hagi qui rejoint la Revue Takarazuka. | Shōwa  |
| 27  | Mansaku no hana (まんさくの花)                   | 1981  | 1981 | L'un des rares asadora se déroulant intégralement dans le Japon contemporain. | Shōwa  |
| 28  | Honjitsu mo seiten nari (本日も晴天なり)         | 1981  | 1982 | Avec Hideko Hara dans le rôle principal, la série relate l'histoire d'une femme devenant animatrice radio puis écrivaine. | Shōwa  |
| 29  | Haikara-san (ハイカラさん)                       | 1982  | 1982 | Avec Satomi Tezuka dans le rôle principal, la série relate l'histoire d'une femme qui ouvre un hôtel durant l'ère Meiji. | Shōwa  |
| 30  | Yōi don (よーいドン)                             | 1982  | 1983 | Avec Kumiko Fujiyoshi dans le rôle principal, la série relate l'histoire d'une femme souffrant de ses liens familiaux avant de rencontrer le succès en tant que coureuse de marathon. | Shōwa  |
| 31  | Oshin (en) (おしん)                              | 1983  | 1984 | Avec Ayako Kobayashi, Yūko Tanaka et Nobuko Otowa dans les rôles principaux, la série suit l'histoire d'Oshin et de sa persévérance à surmonter les obstacles de la vie quotidienne. L'épisode du 12 novembre 1983 est la mieux noté de toute l'histoire des séries télévisées japonaises (62.9 %). | Shōwa  |
| 32  | Romansu (ロマンス)                               | 1984  | 1984 | Avec Takaaki Enoki dans le rôle principal, la série relate l'histoire d'un jeune homme rêvant de devenir réalisateur ; Il s'agit du premier asadora avec un homme pour acteur principal depuis 1967. | Shōwa  |
| 33  | Kokoro wa itsumo ramune-iro (心はいつもラムネ色) | 1984  | 1985 | Avec Eisaku Shindō dans le rôle principal, la série relate l'histoire d'un homme passionné par le manzai. | Shōwa  |
| 34  | Miotsukushi (澪つくし)                           | 1985  | 1985 | Avec Yasuko Sawaguchi dans le rôle principal. | Shōwa  |
| 35  | Ichiban-daiko (いちばん太鼓)                     | 1985  | 1986 | Avec Shin'ichirō Okano dans le rôle principal, la série relate l'histoire d'un homme découvrant l'univers du théâtre populaire. | Shōwa  |
| 36  | Hanekonma (はね駒)                               | 1986  | 1986 | Avec Yuki Saitō dans le rôle principal. | Shōwa  |
| 37  | Miyako no kaze (都の風)                          | 1986  | 1987 | Avec Miyuki Kanō dans le rôle principal, la série relate l'histoire d'une femme de Kyoto déménageant à Nara pour ouvrir un ryokan puis entrant dans le monde de la mode. | Shōwa  |
| 38  | Chotchan (チョッちゃん)                          | 1987  | 1987 | Avec Hiro Komura dans le rôle principal, la série est basée sur l'autobiographie de la mère de Tetsuko Kuroyanagi. | Shōwa  |
| 39  | Hassai Sensei (はっさい先生)                     | 1987  | 1988 | Avec Mayumi Wakamura (en) dans le rôle principal, la série relate l'histoire d'une femme de Tokyo devant enseigner dans une école réservée aux garçons. | Shōwa  |
| 40  | Non-chan no yume (ノンちゃんの夢)                | 1988  | 1988 | Avec Tomoko Fujita dans le rôle principal, la série relate l'histoire d'une femme se démenant pour survivre après la seconde guerre mondiale. | Shōwa  |
| 41  | Jun-chan no ōenka (純ちゃんの応援歌)             | 1988  | 1989 | Avec Tomoko Yamaguchi dans le rôle principal. | Shōwa  |
| 42  | Seishun kazoku (青春家族)                        | 1989  | 1989 | Avec Misa Shimizu et Ayumi Ishida dans les rôles principaux. | Heisei |
| 43  | Wakko no kin medaru (和っこの金メダル)           | 1989  | 1990 | Avec Azusa Watanabe (en) dans le rôle principal, la série relate l'histoire d'un joueuse de volley-ball aidant la communauté locale. | Heisei |
| 44  | Rinrin to (凛凛と)                               | 1990  | 1990 | Avec Minoru Tanaka (en) dans le rôle principal, la série relate l'histoire d'un homme développant un des premiers systèmes de télévision. | Heisei |
| 45  | Kyō, futari (京、ふたり)                         | 1990  | 1991 | La série, se déroulant dans une boutique tsukemono du vieux Kyoto, relate les conflits entre une femme, sa fille et son beau-père. | Heisei |
| 46  | Kimi no na wa (君の名は)                         | 1991  | 1992 | Avec Kyōka Suzuki dans le rôle principal. Il s'agit de la première série diffusée diffusée durant une année entière depuis Oshin (en). | Heisei |
| 47  | Onna wa dokyō (おんなは度胸)                     | 1992  | 1992 | Avec Pinko Izumi (en) et Sachiko Sakurai dans les rôles principaux, la série suit les conflits entre une femme et sa belle-fille dans une ville thermale. | Heisei |
| 48  | Hirari (ひらり)                                  | 1992  | 1993 | Avec Hikari Ishida dans le rôle principal, la série relate l'histoire d'une femme devenant nutritioniste dans le milieu sumo, sur un scénario de Makiko Uchidate, membre de l'Association japonaise de sumo. | Heisei |
| 49  | Ee Nyobo (ええにょぼ)                            | 1993  | 1993 | Avec Naho Toda (en) dans le rôle principal, la série relate l'histoire d'une femme travaillant dur pour devenir médecin alors qu'elle est séparée de son mari. | Heisei |
| 50  | Karin (かりん)                                   | 1993  | 1994 | Avec Naomi Hosokawa (en) dans le rôle principal, la série relate l'histoire d'une jeune femme dirigeant une ancienne entreprise de miso dans la préfecture de Nagano, traversant les temps difficile de l'après-guerre. | Heisei |
| 51  | Piano (ぴあの)                                   | 1994  | 1994 | Avec Risa Junna (en) dans le rôle principal, la série relate l'histoire d'une femme, la benjamine de quatre sœurs élevées seules par leur père, qui souhaite écrire des livres pour enfants. | Heisei |
| 52  | Haru yo, koi (春よ、来い)                        | 1994  | 1995 | Avec Narumi Yasuda dans le rôle principal, la série, longue d'un an, relate l'histoire d'une femme, célèbre scénariste, se remémorant sa vie lorsqu'elle apprend que son mari est atteint d'un cancer. | Heisei |
| 53  | Hashiran ka! (走らんか!)                         | 1995  | 1996 | La série relate l'histoire d'un jeune homme vivant à Hakata-ku et rêvant de devenir rockeur tandis que son père souhaite qu'il lui succède dans la confection de poupées Hakata (en). | Heisei |
| 54  | Himawari (ひまわり)                              | 1996  | 1996 | Avec Nanako Matsushima dans le rôle principal, la série relate l'histoire d'une jeune femme rêvant de devenir avocate. | Heisei |
| 55  | Futarikko (ふたりっ子)                           | 1996  | 1997 | Avec Hiromi Iwasaki et Maiko Kikuchi dans les rôles principaux, et Kana Mikura et Mana Mikura (ManaKana (en)) jouant leurs personnages enfants, la série relate l'histoire d'une femme joueuse professionnelle de shogi et de sa sœur jumelle. | Heisei |
| 56  | Aguri (あぐり)                                   | 1997  | 1997 | Avec Misato Tanaka (en) et Mansai Nomura dans les rôles principaux, la série est basée sur la vie de la styliste de beauté Aguri Yoshiyuki mariée au romancier Eisuke Yoshiyuki et mère de l'actrice Kazuko Yoshiyuki. | Heisei |
| 57  | Amakarashan (甘辛しゃん)                         | 1997  | 1998 | Avec Yumiko Sato dans le rôle principal, la série relate l'histoire d'une jeune femme rêvant de devenir brasseuse de saké. | Heisei |
| 58  | Ten Urara (天うらら)                             | 1998  | 1998 | Avec Risa Sudo dans le rôle principal, la série relate l'histoire d'une jeune femme qui suit une formation de charpentière et réalise l'importance d'un monde accessible à travers sa situation familiale. | Heisei |
| 59  | Yanchakure (やんちゃくれ)                        | 1998  | 1999 | Avec Miho Konishi (en) dans le rôle principal, la série relate l'histoire d'une jeune femme qui aide à relancer une entreprise de construction de bateaux. | Heisei |
| 60  | Suzuran (すずらん)                               | 1999  | 1999 | Avec Nagiko Tōno et Chieko Baisho dans les rôles principaux, la série suit la vie d'une femme élevée par son père dans une ville minière d'Hokkaido par son père travaillant pour les chemins de fer dans les années 1920 à 1930. | Heisei |
| 61  | Asuka (あすか)                                   | 1999  | 2000 | Avec Yūko Takeuchi dans le rôle principal, la série relate l'histoire d'une jeune femme, Asuka, rêvant de devenir confectionneuse d'wagashi dans un milieu dominé par les hommes. | Heisei |
| 62  | Watashi no aozora (私の青空)                     | 2000  | 2000 | Avec Tomoko Tabata dans le rôle principal, la série relate l'histoire d'une jeune femme abandonnée enceinte par son fiancé avant le mariage. Avec son fils, elle déménage à Tsukiji afin de vivre sa propre vie. | Heisei |
| 63  | Ōdorī (Audrey オードリー)                        | 2000  | 2001 | Avec Aya Okamoto (en) dans le rôle principal, la série relate l'histoire d'une jeune femme travaillant dans l'industrie du cinéma japonais à Kyoto. | Heisei |
| 64  | Churasan (ちゅらさん)                            | 2001  | 2001 | Avec Ryōko Kuninaka (en) dans le rôle principal, il s'agit du premier asadora se déroulant à Okinawa. | Heisei |
| 65  | Honmamon (ほんまもん)                            | 2001  | 2002 | Avec Chizuru Ikewaki dans le rôle principal, la série relate l'histoire d'une jeune femme luttant pour devenir chef cuisinier dans la préfecture de Wakayama. | Heisei |
| 66  | Sakura (en) (さくら)                             | 2002  | 2002 | La série relate l'histoire de Sakura Matsushita, une nippone-américaine vivant à Honolulu déménageant au Japon pour y devenir Assistant Language Teacher (en). Il s'agit du premier asadora tourné en haute définition. | Heisei |
| 67  | Manten (en) (まんてん)                           | 2002  | 2003 | Avec Mao Miyaji (en) dans le rôle principal, la série relate l'histoire d'une femme étudiant pour devenir météorologiste. | Heisei |
| 68  | Kokoro (こころ)                                  | 2003  | 2003 | Avec Noriko Nakagoshi dans le rôle principale. La série se déroule à Asakusa. | Heisei |
| 69  | Teruteru Kazoku (てるてる家族)                   | 2003  | 2004 | Avec Satomi Ishihara dans le rôle principal, la série est basée sur un roman de Rei Nakanishi. Il s'agit du premier asadora noté en dessous des 20%. | Heisei |
| 70  | Tenka (天花)                                     | 2004  | 2004 | Avec Ema Fujisawa dans le rôle principal, la série relate l'histoire d'une jeune femme de Sendai. | Heisei |
| 71  | Wakaba (わかば)                                  | 2004  | 2005 | Avec Natsuki Harada (en) dans le rôle principal, la série relate l'histoire d'une jeune femme devenant paysagiste. | Heisei |
| 72  | Fight (ファイト)                                 | 2005  | 2005 | Avec Yuika Motokariya (en) dans le rôle principal, la série relate l'histoire de Kido Yū, une jeune fille de quinze ans vivant avec sa famille à Takasaki, dans la préfecture de Gunma, et traversant des épreuves grâce à son amitié avec un cheval. | Heisei |
| 73  | Kaze no Haruka (風のハルカ)                      | 2005  | 2006 | Avec Eri Murakawa (en) dans le rôle principal, la série relate l'histoire d'une jeune femme, Haruka, née à Yufuin, dans la préfecture d'Ōita. Afin de réaliser son rêve en devenant agent de voyage, elle déménage à Osaka, laissant son père et sa sœur. | Heisei |
| 74  | Junjō Kirari (純情きらり)                        | 2006  | 2006 | Avec Aoi Miyazaki dans le rôle principal, la série relate l'histoire d'une jeune femme d'Okazaki, dans la préfecture d'Aichi, rêvant de devenir pianiste de jazz. | Heisei |
| 75  | Imo Tako Nankin (芋たこなんきん)                 | 2006  | 2007 | Avec Naomi Fujiyama dans le rôle principal, la série, basée sur une histoire vraie, suit Machiko Hanaoka, une femme de 37 ans dont le rêve est de devenir romancière, se mariant dans une Famille élargie à Osaka. | Heisei |
| 76  | Dondo Hare (en) (どんど晴れ),                    | 2007  | 2007 | Avec Manami Higa (en) dans le rôle principal, sur un scénario d'Eriko Komatsu, la série relate l'histoire de Natsumi qui épouse un héritier d'un ryokan de luxe à Morioka, dans la préfecture d'Iwate, puis en devient la gérante. | Heisei |
| 77  | Chiritotechin (ちりとてちん)                     | 2007  | 2008 | Avec Shihori Kanjiya (en) dans le rôle principal, la série suit l'histoire de Kiyomi, rêvant de devenir rakugoka dans un milieu dominé par les hommes. | Heisei |
| 78  | Hitomi (瞳)                                      | 2008  | 2008 | Avec Nana Eikura dans le rôle principal, la série suit l'histoire d'Hitomi qui rêve de devenir danseuse de musique moderne. | Heisei |
| 79  | Dandan (だんだん)                                | 2008  | 2009 | Avec les jumelles Mana and Kana Mikura (ManaKana (en)) dans les rôles principaux, la série relate l'histoire de deux sœurs se retrouvant de nombreuses années après avoir été séparées étant enfants et travaillant ensemble pour devenir chanteuses. | Heisei |
| 80  | Tsubasa (つばさ)                                 | 2009  | 2009 | Avec Mikako Tabe dans le rôle principal, la série suit l'histoire de Tsubasa, une femme qui travaille dans une station de radio locale avant de devenir disc jockey. | Heisei |
| 81  | Wel-kame (ウェルかめ)                            | 2009  | 2010 | La série relate l'histoire d'une femme de Minami, dans la préfecture de Tokushima qui, inspirée par la vision d'une tortue de mer à l'âge de six ans, souhaite devenir éditrice de magazine. Il s'agit de la série asadora la moins bien notée avec 13.5%. | Heisei |
| 82  | Gegege no Nyobo (en) (ゲゲゲの女房)              | 2010  | 2010 | Avec Nao Matsushita (en) dans le rôle principal, la série, suit l'histoire de Fumie, la femme du mangaka Shigeru Mizuki, basée sur son autobiographie. | Heisei |
| 83  | Teppan (en) (てっぱん)                           | 2010  | 2011 | Avec Miori Takimoto et Sumiko Fuji dans les rôles principaux, la série relate l'histoire d'Akari, qui part pour Osaka avec sa grand-mère pour chercher des renseignements sur sa mère naturelle, originaire de cette ville. Elle apprend que sa grand-mère avait fermé son restaurant d'okonomiyaki après la fugue de sa mère lorsqu'elle était adolescente. Akari rouvre le restaurant par la suite.                                           | Heisei |
| 84  | Ohisama (en) (おひさま)                          | 2011  | 2011 | Avec Mao Inoue dans le rôle principal, la série suit l'histoire de Yoko dont le rêve est de devenir institutrice tout en traversant les temps difficiles de la Guerre du Pacifique. | Heisei |
| 85  | Carnation (en) (カーネーション)                  | 2011  | 2012 | Avec Machiko Ono dans le rôle principal, la série est basée sur la vie de la dessinatrice de mode Ayako Koshino dont les trois filles deviendront à leur tour stylistes. | Heisei |
| 86  | Umechan Sensei (en) (梅ちゃん先生)               | 2012  | 2012 | Avec Maki Horikita dans le rôle principal, la série relate l'histoire d'un jeune femme et de ses efforts pour devenir physicienne dans le Tokyo d'après-guerre. | Heisei |
| 87  | Jun to Ai (en) (純と愛)                          | 2012  | 2013 | Avec Natsuna Watanabe dans le rôle principal, la série relate l'histoire d'une jeune femme cherchant à ouvrir l'hôtel de ses rêves. L'action se déroule à Osaka et Miyakojima. | Heisei |
| 88  | Amachan (あまちゃん)                             | 2013  | 2013 | Avec Rena Nōnen dans le rôle principal, la série relate l'histoire d'une jeune femme qui devient ama puis idole avant de retourner dans la région du Tōhoku pour aider à la reconstruction après le séisme de 2011. | Heisei |
| 89  | Gochisōsan (en) (ごちそうさん)                   | 2013  | 2014 | Avec Anne Watanabe dans le rôle principal, la série relate l'histoire d'une jeune femme cherchant à apprendre la cuisine japonaise durant l'ère Taishō et l'ère Shōwa. | Heisei |
| 90  | Hanako to Anne (en) (花子とアン)                 | 2014  | 2014 | Avec Yuriko Yoshitaka dans le rôle principal, la série relate l'histoire de Hanako Muraoka, la femme qui a réalisé la première traduction d'Anne… la maison aux pignons verts en japonais. | Heisei |
| 91  | Massan (en) (マッサン)                           | 2014  | 2015 | Avec Charlotte Kate Fox (en) dans le rôle principal, première héroïne d'asadora non-japonaise, la série suit Ellie Kameyama, femme de Masaharu Kameyama, joué par Tetsuji Tamayama, le premier brasseur de whisky au Japon. L'histoire est basée sur la vie de Rita Taketsuru, une écossaise ayant épousé le japonais Masataka Taketsuru, le père de l'industrie japonaise de whisky. Le titre provient du surnom que donnait Rita à Masataka,. | Heisei |
| 92  | Mare (en) (まれ)                                 | 2015  | 2015 | Avec Tao Tsuchiya dans le rôle principal, la série relate l'histoire d'une jeune femme de la péninsule de Noto qui rêve de devenir pâtissière. | Heisei |
| 93  | Asa ga Kita (en) (あさが来た)                    | 2015  | 2016 | Avec Haru (en) dans le rôle principal, la série relate l'histoire d'Asa Imai, basée sur la vie d'Asako Hirooka, femme d'affaires japonaise. | Heisei |
| 94  | Toto Neechan (en) (とと姉ちゃん)                 | 2016  | 2016 | Avec Mitsuki Takahata dans le rôle principal, la série relate l'histoire de Tsuneko Kohashi, une femme lançant un magazine de conseils aux consommateurs à succès. | Heisei |
| 95  | Beppinsan (en) (べっぴんさん)                    | 2016  | 2017 | Avec Kyoko Yoshine dans le rôle principal, la série relate l'histoire de Sumire, une femme lançant une entreprise de robes pour enfants, basée sur la vie de Banno Atsuko, fondatrice de Familiar. | Heisei |
| 96  | Hiyokko (en) (ひよっこ)<                         | 2017  | 2017 | Avec Kasumi Arimura dans le rôle principal, la série relate l'histoire de Mineko Yatabe, une jeune femme qui voyage de la préfecture d'Ibaraki à Tokyo au milieu des années 1960 pour retrouver son père disparu. | Heisei |
| 97  | Warotenka (en) (わろてんか)                      | 2017  | 2018 | Avec Wakana Aoi dans le rôle principal, la série relate l'histoire de Ten Fujioka, basée sur la vie des fondateurs de la société Yoshimoto Kogyo. | Heisei |
| 98  | Hanbun, Aoi (en). (半分、青い。)                 | 2018  | 2018 | Avec Mei Nagano dans le rôle principal, la série relate l'histoire de Suzume Nireno, une femme ayant perdu le sens de l'audition d'une oreill, échoue à devenir mangaka et devient inventrice. | Heisei |
| 99  | Manpuku (en) (まんぷく)                          | 2018  | 2019 | Avec Sakura Ando dans le rôle principal, la série relate l'histoire de Fukuko Imai, basée sur la vie de Momofuku Andō, l'inventeur des nouilles instantanées, et de sa femme Masako. | Heisei |
| 100 | Natsuzora (en) (なつぞら)                        | 2019  | 2019 | Avec Suzu Hirose dans le rôle principal, la série relate l'histoire de Natsu Okuhara, une orpheline élevée à Hokkaido qui rêve de devenir animatrice. | Reiwa  |
| 101 | Scarlet (en) (スカーレット)                      | 2019  | 2020 | Avec Erika Toda dans le rôle principal, la série relate l'histoire de Kimiko Kawahara, qui rêve de travailler dans la céramique d'art. | Reiwa  |
| 102 | Yell (en) (エール)                               | 2020  | 2020 | Avec Masataka Kubota (en) dans le rôle principal, la série relate l'histoire de Yūichi Koyama, basée sur la vie du compositeur Yūji Koseki. Il s'agit du premier asadora à être tourné en 4K et le premier depuis Musume to Watashi (1961) à être diffusé en cinq épisodes de quinze minutes du lundi au vendredi, avec une rediffusion de tous les épisodes le samedi au lieu d'un épisode inédit.                                             | Reiwa  |
| 103 | Ochoyan (おちょやん)                             | 2020  | 2021 | Avec Hana Sugisaki dans le rôle de Chiyo Takei, basé sur la vie de Chieko Naniwa. | Reiwa  |
| 104 | Okaeri Mone (おかえりモネ)                       | 2021  | 2021 | Avec Kaya Kiyohara dans le rôle de Momone Nagaura. | Reiwa  |
| 105 | Come Come Everybody (カムカムエヴリバディ)       | 2021  | 2022 | | Reiwa  |